# 親子ジグザグ
『親子ジグザグ』（おやこジグザグ）は、1987年4月10日から同年8月21日まで、TBS系列で毎週金曜日21:00 - 21:54（JST）に放送されていたホームドラマである。全20回。

## 概要
長渕剛の主演連続テレビドラマ第4作。

## あらすじ
10年前に故郷を捨て上京した下別府勇次は、定食屋を営んでいた。恋人の安西梨花と同棲しようとした矢先に陽子（梨花の母）が現れてひと悶着した後、代わるようにノブ（勇次の母）が現れ、ノブが故郷（博多）へ帰ると勇（勇次の息子だという小学生）が現れた。このドラマは恋人の梨花、勇次の母ノブ、そして勇次の息子だという勇が騒動を巻き起こすホームドラマである。

## 出演
（参考：）

### レギュラー
下別府 勇次（しもべっぷ ゆうじ）
演 - 長渕剛
10年前に博多から上京し、「おふくろの味」が売り物の食堂チェーンの店長として働く。中学生の頃からツッパっていて女好き。
安西 梨花（あんざい りか）
演 - 安田成美
良家のお嬢様だが、親に内緒で勇次の店を手伝う。女子大学の学生だったが、周りがファッションやボーイフレンドのことばかりに夢中なのに嫌気がさして中退した。
下別府 勇（しもべっぷ いさむ）
演 - 伊崎充則
ノブの孫。本来ならば小学4年生（昭和52年6月12日生）だが事情があって1年遅れの小学3年生。小学生であるが、ノブが留守の間はタバコ屋の店番をする。ノブ曰く「しっかり者」とのことだが、普段は口数が少ない。第6話で勇次の店を訪ねた後、勇次たちと暮らして店を手伝うようになる。
下別府 ノブ（しもべっぷ ノブ）
演 - 李麗仙
勇次の母。タバコ屋を営むが、散々苦労を掛けさせられた息子への“復讐”のために家業を孫に任せて上京。第6話で故郷（博多）に帰ったが、終盤に再び上京し、“復讐”（前述）の続きをはじめる。
安西 陽子（あんざい ようこ）
演 - 白川由美
梨花の母。娘が勇次と付き合うことに猛反対する。
酒井（さかい）巡査
演 - 加藤善博
勇次が暮らす町の派出所（交番）の巡査。勇次の話し相手の1人だが、勇次たちが起こすトラブルに翻弄されることもある。
宮下（みやした）
演 - 石倉三郎
宮下薬局の店主。下の名は不明だが、息子（守）が居る。勇次の話し相手の1人だが、次から次へと付き合う女性を替える勇次を苦々しく思う。
中川（なかがわ）
演 - 岡本信人
勇次の食堂チェーンの専務。仕事に厳しく真面目だが、勇次たちのことを深く心配する面もある。
探偵
演 - 利重剛

スナックのママ
演 - 室井滋

美加（みか）
演 - 朝倉沙友美
ホステス。
幼稚園の先生
演 - 内山みどり

慶子（けいこ）
演 - 長尾みか代
弘美・奈緒と同じ会社で働くOL。弘美・奈緒の先輩で3人で行動することが多く、おふくろ定食の常連でもある。
弘美（ひろみ）
演 - 大谷香奈子
慶子・奈緒と同じ会社で働くOLで、この2人と行動することが多い。
奈緒（なお）
演 - 名川忍
慶子・弘美と同じ会社で働くOLで、この2人と行動することが多い。勇次が付けたあだ名は「豚汁」。弟が居る。
大熊 百合（おおくま ゆり）
演 - 堺美紀子
東京に転校した勇が通う小学校の担任。
宮下 守（みやした まもる）
演 - 岩瀬威司
宮下薬局の店主の息子。東京に転校した勇が通う小学校の同級生であり、参観日に発表した作文で勇次が大笑いしたが、担任に「それだけですか？」と素っ気ない反応をされる。
大介（だいすけ） / 幸太（こうた） / 寛（ひろし） / 美奈（みな） / ゆかり / 智子（ともこ）
演 - 中田貴裕 / 坂根慶祐 / 穴倉由之 / 平子美幸 / 谷川鮎 / 宮沢純江
勇の同級生たちであるが、名字は不明。
「おふくろ食堂」の客
演 - 中村哲也

次郎（じろう）
演 - 佐々とんび

### ゲスト
※「（第〇話）」という表記がある出演者は、複数回出演している。

#### 第1話
スナックの客
演 - 渡辺司（第5話）、佐久間一生（第5話）、峯好浩（第5話）

「おふくろ食堂」の客
演 - 山中康司

#### 第2話
「おふくろ食堂」の客
演 - 原武昭彦（第9話）、荒井孝（第9話）、佐藤修（第9話）

#### 第3話
白井（しらい）刑事
演 - 出水元

川上（かわかみ）巡査
演 - うえだ峻

先生
演 - 猪狩道子

パチンコ屋の客
演 - 深沢猛

#### 第4話
そば屋の店員
演 - 藤木陽子

「おふくろ食堂」の客
演 - 芳野亜梨沙

ヤクザ
演 - 藤原益二、渥美博、伊藤康二、吉江芳成

#### 第7話
三宅（みやけ）先生
演 - 成田光子（第8話）

#### 第8話
藤本（ふじもと）
演 - 岸本功

浅野（あさの）
演 - 森山米次（第12話）
「おふくろ食堂」の客。
竹田（たけだ）
演 - 梅原正樹（第12話）
「おふくろ食堂」の客。
番号案内嬢
演 - 布村恭子

#### 第9話
大友（おおとも）巡査
演 - 渡部雄作

麻雀屋のおばさん
演 - 沢柳廸子（第10話）

梨花の友達
演 - 小原靖子、浅見純子

昇（のぼる）
演 - 太組富士雄（第12話）

「おふくろ食堂」の客
演 - 石川香、増田康好

#### 第10話
スーパー店長
演 - 小林昭二

麻雀屋の客
演 - 南英二、朝光

小学生
演 - 田島加奈子、谷口真一、木村晶子

#### 第11話
佳介（けいすけ）
演 - 鈴木正俊

佳介の仲間
演 - 荒川亮、金子大樹、小野晃弘、石井邦昭、細井正美

#### 第12話
「おふくろ食堂」の客
演 - 山崎猛

#### 第13話
坂上（さかがみ）
演 - 早崎文司

#### 第14話
母親
演 - 青木和代

#### 第15話
小坂（こさか）
演 - 酒井郷博
医師。

#### 第16話
アナウンサー
声 - 広森信吾

七百美
演 - 長瀬潮美

#### 第17話
佐竹マキ
演 - 黒田福美

バーのマスター
演 - 上田忠好

#### 第18話
女の子
演 - 塙紀子

婦警
演 - 武田美代子、山倉直美、高橋好子

## スタッフ
- プロデューサー：柳井満
- 脚本：黒土三男
- 音楽：城之内ミサ

## 主題歌
- オープニングテーマ：「ろくなもんじゃねえ」（歌・作詞・作曲：長渕剛、編曲：瀬尾一三、長渕剛）

## 放送リスト
| 話数 | 放送日         | サブタイトル                 | 演出       |
| ---- | -------------- | ---------------------------- | ---------- |
| 1    | 1987年 4月10日 | 鬼ババ VS ろくでなし         | 竹之下寛次 |
| 2    | 4月17日        | ホホホママとガハハ鬼ババ     | 竹之下寛次 |
| 3    | 4月24日        | 鬼ババの味はおふくろの味     | 大岡進     |
| 4    | 5月01日        | 子供が恐くて親といえるか!    | 大岡進     |
| 5    | 5月08日        | 鬼ババの危険なヒミツ         | 竹之下寛次 |
| 6    | 5月15日        | この子はお前の子供たい       | 竹之下寛次 |
| 7    | 5月22日        | ションベン小僧のオヤジは誰ダ | 大岡進     |
| 8    | 5月29日        | オヤジはねむいヨ!            | 大岡進     |
| 9    | 6月05日        | 僕には泣けないワケがある!    | 竹之下寛次 |
| 10   | 6月12日        | 僕が本気でおこった日         | 竹之下寛次 |
| 11   | 6月19日        | 僕はお父さんが大キライです   | 柳井満     |
| 12   | 6月26日        | みんな同じ三つの約束         | 大岡進     |
| 13   | 7月03日        | 今日のケンカは2対1           | 竹之下寛次 |
| 14   | 7月10日        | 母ちゃんなんかいらねえ!      | 竹之下寛次 |
| 15   | 7月17日        | 死なないで父ちゃん!          | 竹之下寛次 |
| 16   | 7月24日        | イサムのいない夜             | 大岡進     |
| 17   | 7月31日        | 7年振りの危険なオンナ        | 大岡進     |
| 18   | 8月07日        | またまた鬼ババ VS バカ息子   | 竹之下寛次 |
| 19   | 8月14日        | ばっちゃんとの悲しい別れ     | 竹之下寛次 |
| 20   | 8月21日        | 天国からの手紙               | 竹之下寛次 |

## エピソード
- 第5話『鬼ババの危険なヒミツ』は、1987年日本民間放送連盟賞最優秀賞を受賞した。
- 次作品『スタンドバイミー 〜気まぐれ白書〜』には長渕剛と伊崎充則が出演したが、共演はしていない。長渕は第1話の冒頭で本作の衣装を着てゲスト出演（役名なし）し、伊崎は第3話から『白井トオル』役[注釈 4]でそれぞれ出演した。